# Ambronesek
Az ambronesek ókori kelta néptörzs. Talán a mai Embrun táján lehetett a területük. A kimberekkel és a teutonokkal együtt harcoltak a Római Birodalom ellen, amíg Marius végleg le nem győzte őket. Ezután többé nem szerepelnek a történelem lapjain.